# Pogogyne floribunda
Pogogyne floribunda är en kransblommig växtart som beskrevs av Jokerst. Pogogyne floribunda ingår i släktet Pogogyne och familjen kransblommiga växter. Inga underarter finns listade i Catalogue of Life.